# 李芳 (成化辛丑進士)
李芳（1439年—？年），字資元，四川叙州府宜賓縣人，民籍，明朝政治人物。

## 生平
四川鄉試第六十一名舉人。成化十七年（1481年）中式辛丑科三甲第五十四名進士。

## 家族
曾祖李廣，曾任所大使；祖父李貴；父李致和。母殷氏；繼母王氏。